# Dailekh (distrito)
Dailekh é um distrito da zona de Bheri, no Nepal. Possui uma área de 1 502 km² e uma população (2001) de 225 201.